# 乌抛乡
乌抛乡，是中华人民共和国四川省乐山市井研县曾经下辖的一个乡。2019年12月，撤销乌抛乡，将其所属行政区域划归周坡镇管辖。

## 行政区划
乌抛乡撤销前下辖以下地区：
乌抛街社区、玉皇顶村、团包村、乌抛村、蔡家桥村、牛旺村、绵流村和狮子村。